# Sven Berglund
Sven Oscar Fredrik Archadiuson Berglund (* 20. Juli 1881 in Stockholm, Schweden; † im Mai 1937 in Berlin) war ein schwedischer Erfinder und Filmpionier.

## Leben
Seine Eltern waren der Oberst in Befestigungen Arcadius Berglund und Maria Zachrisson.
Berglund veranstaltete die erste öffentliche Vorführung von lippensynchronem Tonfilm mittels des Lichttonverfahrens, und zwar am 17. Februar 1921 in Stockholm. Er war Elektroingenieur, arbeitete auch in Deutschland, in Laubegast, wo er sein Verfahren der Mehrfachdoppelzacke erprobte. Mit seiner so genannten Kammblende erzeugte er 22 parallele Doppelzacken der Tonschrift, womit er fotografisch gute Ergebnisse hatte. Einschränkungen der Tongüte lagen bei Mikrofon, Verstärker und Lautsprechern. Es kam zu einer Zusammenarbeit mit der Heinrich Ernemann AG, Dresden, mit Vertrag vom 24. Mai 1922.
Vorversuche machte er mit kreisrunden Fotoplatten, auf die er spiralförmig eine Doppelzacken-Tonspur belichtete.